# Dillwynia stipulifera
Dillwynia stipulifera är en ärtväxtart som beskrevs av Blakeley. Dillwynia stipulifera ingår i släktet Dillwynia och familjen ärtväxter. Inga underarter finns listade i Catalogue of Life.